# روابط اسرائیل و آلبانی
–روابط آلبانی - اسرائیل به روابط دوجانبه میان آلبانی و اسرائیل اشاره دارد. آلبانی از ۱۹ آوریل ۱۹۴۹ اسرائیل را به عنوان یک کشور به رسمیت شناخته‌است. روابط دیپلماتیک بین کشورها در ۱۹ اوت ۱۹۹۱ برقرار شد. آلبانی در تل آویو، و اسرائیل در تیرانا سفارت دارند.
آلبانی تنها کشور اروپایی اشغال شده توسط قدرتهای محور جنگ جهانی دوم بود که پس از جنگ جهانی دوم با جمعیت یهودی بیشتری نسبت به قبل از هولوکاست بیرون آمد. در سال ۱۹۹۹، اسرائیل پناهندگان آلبانیایی کوزوو را از جنگ کوزوو پذیرفت و به آنها خدمات پزشکی، غذا و محل اقامت را فراهم کرد. در سال ۲۰۱۸، یادبودی به نخست‌وزیر اسرائیل، شیمون پرز، به منظور گرامیداشت یاد او، در تیرانا برپا شد.
در نوامبر ۲۰۱۹، پس از وقوع زمین‌لرزه در سال ۲۰۱۹ در آلبانی، اسرائیل نیروهای دفاعی ارتش اسرائیل (IDF) را به آلبانی فرستاد تا از میان آوارها نجات یافتگان را پیدا کنند و ارزیابی کنند که آیا ساختمان‌ها از نظر ساختاری سالم هستند و برای آلبانیایی‌هایی که آواره شده‌اند پناهگاه تشکیل دادند. در ژانویه ۲۰۲۰، رئیس‌جمهور آلبانی، ایلیر متا، هنگام بازدید رسمی از اسرائیل با سربازان نیروهای دفاعی اسرائیل ملاقات کرد، آنها را در آغوش گرفت، از کمک آنها تشکر کرد و مدال طلای عقاب آلبانی را به آنها اعطا کرد.

## تاریخ

### اوایل
لبانی تنها کشور اروپایی اشغال شده توسط قدرتهای محور جنگ جهانی دوم بود که پس از جنگ جهانی دوم با جمعیت یهودی بیشتری نسبت به قبل از هولوکاست بیرون آمد. جمعیت یهودیان آن از ۲۰۰ نفر پیش از جنگ جهانی دوم افزایش یافت و در پایان جنگ به بیش از ۳۰۰۰ نفر رسید.
آلبانیایی‌ها نه تنها از یهودیان خود محافظت کردند بلکه پناهگاه یهودیان کشورهای همسایه بودند. آلبانیایی‌ها از پیروی از نازی‌ها و تحویل فهرست یهودیان خودداری کردند. در عوض، آنها اسناد جعلی را در اختیار خانواده‌های یهودی قرار دادند و به آنها کمک کردند تا در جمعیت آلبانیایی پراکنده شوند. طبق اسناد رسمی، حدود ۱۲۰۰ ساکن یهودی و پناهنده از کشورهای دیگر بالکان توسط خانواده‌های آلبانیایی در طول جنگ جهانی دوم پنهان شدند.
در طول جنگ سرد، رهبر کمونیست آلبانیایی، انور خوجه به دلیل روابطش با کشورهای عربی و ممنوعیت هرگونه مذهب در آلبانی، روابط خود را با اسرائیل متشنج کرد.

### روابط دیپلماتیک

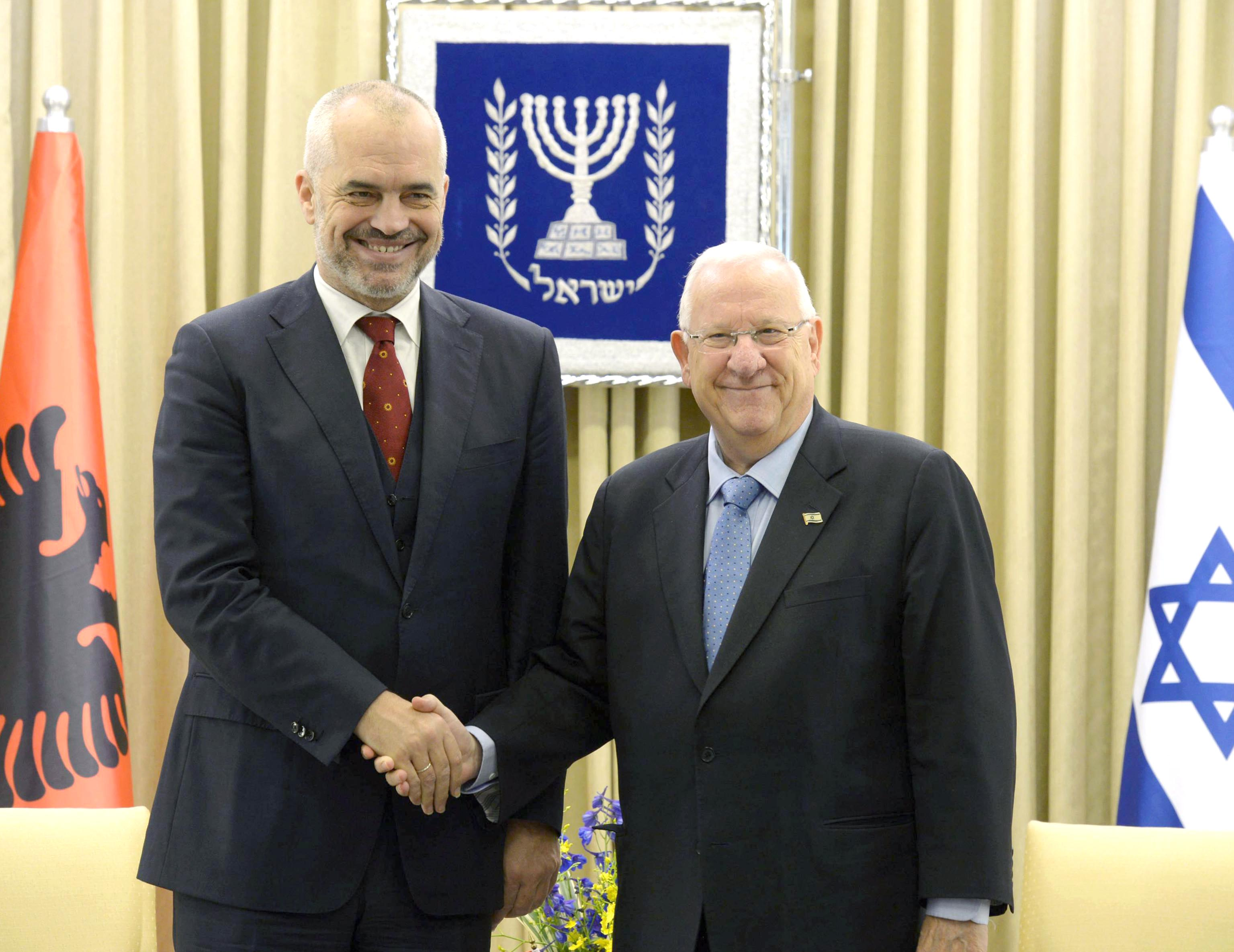
نخست‌وزیر آلبانی ادی راما و رئیس‌جمهور اسرائیل رووین ریولین

آلبانی از ۱۹ آوریل ۱۹۴۹ اسرائیل را به عنوان یک کشور به رسمیت شناخته‌است. در ۱۹ اوت ۱۹۹۱، روابط دیپلماتیک بین دو کشور برقرار شد. آلبانی در تل آویو، اسرائیل و اسرائیل در تیرانا، آلبانی سفارت دارند.
پس از فروپاشی کمونیسم در آلبانی و کاهش محدودیت‌های مهاجرت، بیشتر یهودیان آلبانی در دهه ۱۹۹۰ به اسرائیل مهاجرت کردند، جایی که در اوایل سده ۲۱ تعداد آنها ۵۵۰ نفر بود.Kamm, Henry (11 April 1991). "Jerusalem Journal; Joyful Jews From 'Another Planet' Called Albania". The New York Times.</ref> در سال ۱۹۹۴، شیمون پرز، وزیر امور خارجه وقت اسرائیل ، از آلبانی بازدید کرد.
در سال ۱۹۹۹، اسرائیل پناهندگان آلبانیایی کوزوو را از جنگ کوزوو پذیرفت و به آنها خدمات پزشکی، غذا و محل اقامت را فراهم کرد.
در سال ۲۰۰۸، پروازهای تجاری مستقیم میان دو کشور آغاز شد. همچنین دو کشور توافق کردند که نیاز روادید برای شهروندان خود را از بین ببرند.